# Взаємодія держав у сфері кримінального судочинства
Взаємодія держав у сфері кримінального судочинства – це урегульована міжнародними правовими актами та системою національного права, або здійснювана на основі принципу взаємності, форма міжнародного співробітництва держав у сфері протидії злочинності та здійснення правосуддя, яка полягає у взаємній скоординованій співпраці судових, слідчих та інших правоохоронних органів суверенних держав щодо забезпечення виконання завдань кримінального провадження та реалізується шляхом організації та здійсненні системи узгоджених слідчих та інших процесуальних дій чи прийняття юридичних рішень (екстрадиція, арешт майна тощо)
Порядок взаємовідносин суддів, прокурорів, слідчих з відповідними установами іноземних держав визначається перш за все Конституцією України, а також міжнародними нормативними актами: Європейська конвенція про взаємну допомогу у кримінальних справах (ратифікована Законом України від 16 січня 1988 р.), Конвенція про захист прав людини і основоположних свобод; Європейська конвенція про видачу правопорушників;  Конвенція про відмивання, пошук, арешт і конфіскацію доходів, одержаних злочинним шляхом; Європейська конвенція про передачу провадження у кримінальних справах, 1972 р.  (Закон про приєднання – 22 вересня 1995 року (№ 339/95-ВР); Конвенція про передачу засуджених осіб, 1983 р. (Закон про приєднання – 22 вересня 1995 року (№ 337/95-ВР), Закон України № 361-IX від 6 грудня 2019 року «Про запобігання та протидію легалізації (відмиванню) доходів, одержаних злочинним шляхом, фінансуванню тероризму та фінансуванню розповсюдження зброї масового знищення»,  іншими міжнародними угодами. Договір між Україною і Сполученими Штатами Америки «Про взаємну правову допомогу по кримінальних справах», ратифікований Законом України від 10 лютого 2000 року. 
За відсутності міжнародного договору України міжнародна правова допомога чи інше співробітництво може бути надано на підставі запиту іншої держави чи запитано на засадах взаємності.
З прийняттям у 2012 році нового КПК України, питання взаємодопомоги держав у сфері кримінального судочинства отримали регламентацію в окремому розділі Кримінального процесуального кодексу України ( ст. 541-614).
Взаємодія правоохоронних органів  України та Міжнародниого  кримінального суду здійснюється у порядку, визначеному  розділом IX-2 Кримінального процесуального кодексу України, яким  цей Кодекс доповнений  Законом України № 2236-IX від 03.05.2022,  та з урахуванням положень Римського статуту.
Суб’єктами правовідносин у сфері кримінального судочинства є держави в особі своїх правоохоронних органів. Центральними органами України, компетентними вирішувати та розглядати питання виконання Конвенції, є Міністерство юстиції України (щодо судових рішень) і Генеральна прокуратура  (щодо процесуальних дій під час розслідування кримінальних справ), а також Національне антикорупційне бюро України (у справах, зарахованих до його підслідності).

## Форми співробітництва у сфері кримінального провадження
В Європейській конвенції про взаємну допомогу в кримінальних справах зазначається, що учасники конвенції зобов’язуються надавати один одному допомогу в  забезпеченні покарання злочинців, проте це положення не поширюється на військові злочини, які не вважаються злочинами у звичайному кримінальному праві;  виконують у передбачений їхнім законодавством спосіб будь-які судові доручення, які стосуються кримінальної справи і які надсилаються їй судовою владою запитуючої Сторони з метою забезпечення показань свідків або передачі предметів, які становлять собою речові докази, матеріалів судової справи або документів.
У порядку надання правової допомоги слідчим органам і судам іноземних держав, а також слідчим органам і судам України відповідними органами іноземних держав, з якими Україною укладено договір про надання правової допомоги у кримінальних справах або на засадах взаємності, можуть бути проведені такі дії:
1) вручення документів;
2) виконання окремих процесуальних дій (допит свідків, потерпілих, експертів, підозрюваних, обвинувачених, підсудних, виїмка предметів, документів, поштово-телеграфної кореспонденції та їх передача стороні, що здійснює запит про допомогу, обшук приміщень і осіб та передача вилученого тощо);
3) екстрадиція та тимчасова передача осіб;
4) перейняття кримінального провадження;
5) виклик осіб до слідчих органів або суду;
6) надання інформації про судимість обвинуваченого;
7) розшук, арешт і конфіскація майна;
8) затримання й арешт особи;
9) передача засуджених осіб та виконання вироків;
10) виконання вироків судових установ держави-учасниці співробітництва;
11) визнання та виконання вироків міжнародних судових установ;
12) виконання інших слідчих чи процесуальних дій, передбачених КПК України та міжнародними угодами.
Перейняття кримінального провадження  є альтернативою екстрадиції, його застосовують тоді, коли особа не підлягає видачі; якщо в провадженні ще не ухвалено вирок – застосовують перейняття; якщо вирок набрав законної сили – визнання та виконання вироків судів іноземних держав; під час перейняття провадження загалом передають під юрисдикцію запитуваної сторони, а в разі надання міжнародної правової допомоги юрисдикція провадження знаходиться в запитуючій державі.
Імунітет свідка, потерпілого і експерта. Свідок незалежно від громадянства, який постає перед судовими органами запитуючої Сторони за повісткою про виклик, не може ні притягуватися до відповідальності, ні утримуватися під вартою, ні підлягати ніякому іншому обмеженню його особистої свободи на території цієї Сторони за діяння або у порядку виконання обвинувальних вироків, які передували його від'їзду з території запитуваної Сторони як свідка. Цей імунітет закінчується, якщо особа протягом наступних п'ятнадцяти днів від дати, з якої її присутність як свідка більше не була необхідною судовим органам, маючи можливість залишити територію запитуючої Сторони, залишилася на цій території або, виїхавши з неї, знову туди повернулась.
Україною у правовій допомозі у сфері кримінального судочинства може бути відмовлено, а клопотання про надання допомоги не виконується, якщо:
а) клопотання стосується діяння, яке не є злочином за Кримінальним кодексом України;
б) прохання про надання допомоги стосується діяння, яке, на думку запитуваної Сторони, є політичним правопорушенням, правопорушенням, пов'язаним з політичним правопорушенням, або податковим правопорушенням, або запит стосується військового злочину, який не є злочином згідно зі звичайним кримінальним правом;
в) задоволення клопотання може зашкодити суверенітету, безпеці, громадському порядку або іншим суттєвим інтересам її країни;
г) є достатні підстави вважати, що він спрямований на переслідування, засудження або покарання особи за ознаками її раси, кольору шкіри, політичних, релігійних та інших переконань, статі, етнічного та соціального походження, майнового становища, місця проживання, за мовними або іншими ознаками;
д) виконання запиту є несумісним із принципом «non bis in idem» («немає двох покарань за один злочин»);
є) запит стосується правопорушення, яке є предметом розслідування або судового розгляду в Україні; 
У правовій допомозі у сфері кримінального судочинства може бути відмовлено також тоді, коли держава, від якої надійшло клопотання про надання правової допомоги, не забезпечує взаємності в цій сфері, або  клопотання  не відповідає вимогам, передбаченим міжнародними договорами.
Міжнародна правова допомога  здійснюється відповідно до положень ст. 541-614 КПК України.

## Екстрадиція
Екстрадиція  (видача особи) (лат. extraditio, від ex – префікс, що означає відокремлення, позбавлення, traditio — передача) – видача особи державі, компетентними органами якої ця особа розшукується для притягнення до кримінальної відповідальності або виконання вироку.
Найбільш суттєві ознаки та умови екстрадиції:
1) вчинення суспільно небезпечного караного діяння;
2) перебування особи, яка вчинила кримінальне правопорушення, за межами території вчинення кримінального правопорушення;
3) наявність вимоги держави щодо передачі особи, яка вчинила кримінальне правопорушення, та юрисдикції (запит, клопотання, вимога);
4) наявність договору (конвенції) між державами, які вступили в екстрадиційні відносини;
5) наявність умов правомірної передачі особи, яка вчинила кримінальне правопорушення однією державою іншій;
6) перехід держав до добровільних міжнародно-правових відносин (участь в екстрадиційних відносинах двох або декількох держав);
7) наявність чіткої процедури щодо екстрадиції особи, яка вчинила кримінальне правопорушення;
8) наявність мети: притягнення особи, яка вчинила кримінальне правопорушення, до кримінальної відповідальності, виконання вироку.
Важливим принципом екстрадиції, який вказаний у ч. 1 ст. 2 Конвенції 1957 р., є принцип подвійної кримінальності. Відповідно до нього злочин є екстрадиційним, якщо він карається за законами обох держав, які вступають в екстрадиційні правовідносини. Покарання за злочин, що вчинила особа, повинне бути передбачено за національним кримінальним законодавством як держави, де особа знаходиться, так і держави, де був вчинений злочин і яка вимагає екстрадиції, при цьому  екстрадиція  здійснюється у зв’язку із правопорушеннями, які караються за законами запитуючої сторони та запитуваної сторони позбавленням волі  на  термін не менше одного року чи більш суворим покаранням.
Принципом екстрадиції є також принцип «adhoc»: видана особа не може переслідуватися, засуджуватися або затримуватися з метою виконання вироку чи постанови про утримання під вартою ні за яке правопорушення, вчинене до її видачі, крім правопорушення, за яке вона була видана, й її особиста свобода ні з яких інших причин не може обмежуватися (ч. 1 ст. 14 Європейської конвенції про видачу правопорушників 1957 року).
Відповідно до ст. 589 Кримінального процесуального кодексу України («Відмова у видачі особи (екстрадиції)», у видачі особи іноземній державі відмовляється у таких випадках, якщо:
1) особа, стосовно якої надійшов запит про видачу, відповідно до законів України на час прийняття рішення про видачу (екстрадицію) є громадянином України;
2) злочин, за який запитано видачу, не передбачає покарання у вигляді позбавлення волі за законом України;
3) закінчилися передбачені законом України строки давності притягнення особи до кримінальної відповідальності або виконання вироку за злочин, за який запитано видачу;
4) компетентний орган іноземної держави не надав на вимогу центрального органу України додаткових матеріалів або даних, без яких неможливе прийняття рішення за запитом про видачу (екстрадицію);
5) видача особи (екстрадиція) суперечить зобов’язанням України за міжнародними договорами України;
5-1) є обґрунтовані підстави вважати, що видача особи (екстрадиція) суперечить інтересам національної безпеки України;
6) наявні інші підстави, передбачені міжнародним договором України.
Відповідно до Європейської конвенції про видачу правопорушників видача особи здійснюється за умови вчинення нею злочину, за який за законодавством сторони, що вимагає видачі, може бути призначено покарання у вигляді позбавлення волі строком не менш як один рік. Сторони можуть відмовити у видачі своїх громадян.
Відповідно до ст. 3-11 Європейської конвенції про видачу правопорушників  видача не здійснюється, якщо правопорушення, у зв'язку з яким вона запитується, розглядається запитуваною Стороною як політичне правопорушення або правопорушення, пов'язане з політичним правопорушенням. Політичні правопорушення не включають: злочини проти людства, зазначені в Конвенції про запобігання злочинові геноциду та покарання за нього. 
Стаття 10  Кримінального кодексу України визначає: «Громадяни України та особи без громадянства, що постійно проживають в Україні, які вчинили злочини поза межами України, не можуть бути видані іноземній державі для притягнення до кримінальної відповідальності та віддання до суду". 
Видача не здійснюється за правопорушення, які передбачені військовим правом і які не є правопорушеннями за звичайним кримінальним правом (ст. 4 Європейська конвенція про видачу правопорушників). Вказана підстава передбачена п/п. «в» п. 1 ст. 1 Закону про ратифікацію Конвенції.
Проблеми екстрадиції. Європейським співтовариством слушно запроваджується в міжнародному співробітництві держав у сфері правосуддя принцип «aut dedere aut judicare» («або видай, або суди»). Такий принцип має стати непорушним. Але проблема прихована не у визнанні чи невизнанні цього принципу, не в тому, чи отримав він належне закріплення в міжнародних актах і чи створена юридична процедура його реалізації. Усе це можна ратифікувати. Проблема в механізмах забезпечення неухильного дотримання кожною з держав узятих на себе міжнародних зобов’язань, в дотриманні міжнародного права взагалі. В рамках ООН слід запропонувати проект єдиної Конвенції про взаємодопомогу у сфері правосуддя, де визначити процесуальну форму екстрадиції та розв’язання інших питань судочинства. 

## Особливості співробітництва з Міжнародним кримінальним судом
Співробітництво між Україною та Міжнародним кримінальним судом здійснюється у порядку, визначеному Кримінально-процесуальним кодексом України   та Римським статутом  Міжнародного кримінального суду, з урахуванням особливостей, передбачених Законом України щодо ратифікації Римського статуту.
Римський статут ратифікованоУкраїною  із заявами та поправками до нього Законом України  № 3909-IX від 21.08.2024.
Римський статут Міжнародного кримінального суду   підписаний в Римі 17 липня 1998 року. 
Детальніше: Римський статут Міжнародного кримінального суду. 
Міжнародний кримінальний суд є постійно діючим органом, заснованим на нормах Римського статуту, до компетенції якого входить переслідування осіб  за найбільш серйозні злочини, які викликають стурбованість міжнародної спільноти – геноцид, воєнні злочини і злочини проти людяності, злочин геноциду та злочин агресії.
До складу Міжнародного кримінального суду входять 18 суддів, що обираються на термін 9 років асамблеєю держав-учасниць Суду. Міжнародний кримінальний суд розташований у місті Гаага, проте за бажанням Суду засідання можуть відбуватися в будь-якому іншому місці.
Відповідно до ст. 1 Статуту вказаного Суду Міжнародний кримінальний суд тільки доповнює національні органи кримінальної юстиції. Водночас Міжнародний кримінальний суд жодним чином не замінює собою національні суди, якщо останні ефективно здійснюють правосуддя.
Відповідно до ст. 1 Римського статуту Міжнародного кримінального суду Міжнародний кримінальний суд є постійним органом та має повноваження здійснювати юрисдикцію стосовно осіб за найбільш тяжкі злочини, що викликають занепокоєння міжнародного співтовариства, та тільки доповнює національні органи кримінальної юстиції.
Суд може здійснювати свої функції і повноваження, як це передбачено ч. 2 ст. 4 Статуту, на території будь-якої держави-учасниці та, за спеціальною угодою, на території будь-якої іншої держави.
Юрисдикція Суду обмежується найбільш тяжкими злочинами, які викликають занепокоєння всього міжнародного співтовариства. Відповідно до ст. 5 Статуту Суд має юрисдикцію стосовно таких злочинів:
a) злочин  геноциду;
b) злочини проти людяності;
c) воєнні злочини;
d) злочини агресії.
Ст. 6-8 Римського статуту Міжнародного кримінального суду в аспектах юрисдикції Суду формує наступні концепти.
«Геноцид» означає будь-яке з таких діянь, які вчинено з наміром знищити повністю або частково будь-яку національну, етнічну, расову чи релігійну групу як таку:
a) вбивство членів такої групи;
b) заподіяння тяжких тілесних ушкоджень або психічного розладу членам такої групи;
c) умисне створення для такої групи умов життя, розрахованих на доведення її до повного або часткового фізичного знищення;
d) впровадження заходів, спрямованих на запобігання дітонародженню всередині такої групи;
e) насильницька передача дітей цієї групи до іншої групи.
«Злочин проти людяності» означає будь-яке з таких діянь, коли вони вчиняються в рамках широкомасштабного або систематичного нападу, спрямованого проти будь-якого цивільного населення, і такий напад вчиняється усвідомлено: a) вбивство; b) винищення; c) обернення в рабство; d) депортація або насильницьке переміщення населення; e) ув’язнення або інше жорстке позбавлення фізичної свободи в порушення основоположних норм міжнародного права; f) катування; g) зґвалтування, сексуальне рабство, примушення до проституції, примусова вагітність, примусова стерилізація чи будь-яка інша подібна за тяжкістю форма сексуального насильства; h) переслідування будь-якої групи або спільноти, яку можна ідентифікувати, за політичними, расовими, національними, етнічними, культурними, релігійними, гендерними, як це визначено в пункті 3, або іншими ознаками, що загально визнані неприпустимими згідно з міжнародним правом, у зв’язку з будь-яким діянням, зазначеним в цьому пункті, чи будь-яким злочином, що підпадає під юрисдикцію Суду; i) насильницьке зникнення осіб; j) злочин апартеїду; k) інші нелюдські діяння подібного характеру, що умисно заподіюють сильних страждань чи тяжких тілесних ушкоджень або серйозної шкоди психічному чи фізичному здоров’ю. 
Зауважимо, що п. k) названого концепту потребує більш чіткої юридичної визначеності, а саме розкриття, що вкладається в поняття "інші нелюдські діяння подібного характеру".  
«Воєнні злочини» - грубі порушення Женевських конвенцій від 12 серпня 1949 року, а саме будь-яке з таких діянь проти осіб або майна, що охороняються згідно з положеннями відповідної Женевської конвенції, включаючи як вбивства та катування, так і напади на незахищені й такі, що не є військовими цілями, міста, села, помешкання або будівлі чи їх обстріл із застосуванням будь-яких засобів, розграбування міста або населеного пункту, навіть якщо його захоплено штурмом а також інші військові злочини, до яких за внесеними поправками до ст. 8 Статуту віднесено:  умисне застосування голодомору цивільного населення як методу ведення війни шляхом позбавлення його об’єктів, необхідних для його виживання, включаючи умисне перешкоджання доставці продовольства; застосування зброї, основна дія якої полягає в заподіянні ушкоджень осколками, які не виявляються в тілі людини за допомогою рентгенівських променів; застосування зброї, яка використовує мікробіологічні чи інші біологічні агенти або токсини, незалежно від їхнього походження чи способу виробництва.
«Злочин агресії» означає планування, підготовку, ініціювання або вчинення особою, яка спроможна фактично здійснювати контроль за політичними чи військовими діями держави або керувати ними, акту агресії, який за своїм характером, тяжкістю та масштабами є грубим порушенням Статуту Організації Об’єднаних Націй.
«Акт агресії» означає застосування збройної сили державою проти суверенітету, територіальної цілісності або політичної незалежності іншої держави чи в будь-який інший спосіб, несумісний зі Статутом Організації Об’єднаних Націй. Будь-який з таких актів, незалежно від оголошення війни, буде кваліфікуватися відповідно до резолюції 3314 (XXIX) Генеральної Асамблеї Організації Об’єднаних Націй від 14 грудня 1974 року як акт агресії, зокрема,  вторгнення або напад збройних сил держави на територію іншої держави чи будь-яка військова окупація, незалежно від її тимчасового характеру, що є результатом такого вторгнення або нападу, чи будь-яка анексія із застосуванням сили на території іншої держави або її частини,  бомбардування збройними силами держави території іншої держави чи застосування будь-якої зброї державою проти території іншої держави.
Законом України «Про внесення змін до Кримінального процесуального кодексу України та інших законодавчих актів України щодо співробітництва з Міжнародним кримінальним судом» від 3 травня 2022 року № 2236-IX  КПК України доповнений розділом IX-2 «Особливості співробітництва з Міжнародним кримінальним судом», де викладені правила співробітництва з Міжнародним кримінальним судом, з метою поширення його юрисдикції на осіб (громадян України, іноземних громадян та осіб без громадянства), які на момент вчинення злочину, що підпадає під юрисдикцію Міжнародного кримінального суду.
Цими змінами КПК України передбачені  форми співробітництва з Міжнародним кримінальним судом, зокрема: передання кримінального провадження в рамках співробітництва з Міжнародним кримінальним судом (ст. 620); виконання прохання Міжнародного кримінального суду про надання допомоги (ст. 621); забезпечення збереження доказів (ст. 623); виконання Міжнародним кримінальним судом функцій на території України (ст. 624); тимчасова передача особи до Міжнародного кримінального суду для проведення процесуальних дій (ст. 625); затримання та застосування до особи запобіжного заходу у вигляді тримання під вартою на прохання Міжнародного кримінального суду про тимчасовий арешт (ст. 628, 629); виконання прохання Міжнародного кримінального суду про арешт і передачу ( ст. 631).
Співробітництво з Міжнародним кримінальним судом під час розслідування та судового розгляду забезпечує Офіс Генерального прокурора, а під час виконання вироків чи інших рішень Міжнародного кримінального суду, ухвалених за результатами розгляду справи, - Міністерство юстиції України.

## Нормативні акти
- Конституція України: прийнята Верховною Радою України 28 червня 1996 р.
- Конвенція про захист прав людини і основоположних свобод .
- Кримінальний процесуальний кодекс України
- Європейська конвенція про взаємодопомогу у кримінальних справах. Ратифікована Законом України від 16.01.98, № 44/98-ВР. Офіційний вісник України. 1998. № 13. URL:  https://zakon.rada.gov.ua/laws/show/995_036#Text
- Європейська конвенція про видачу правопорушників, 1957 р. Офіційний вісник України. 1998. № 13. URL: https://zakon.rada.gov.ua/laws/show/995_033#Text
- Конвенція про відмивання, пошук, арешт та конфіскацію доходів, отриманих злочинним шляхом, 1990 р. Ратифікована Законом України від 17.12.97, № 738/97-ВР. Офіційний вісник України. 1998.  № 13.
- Римський статут Міжнародного кримінального суду підписаний в Римі 17 липня 1998 року URL:  http://zakon4.rada.gov.ua/laws/show/995_588
- Закон України «Про міжнародні договори України» від 22 грудня 1993 р. Відомості Верховної Ради України.  1994.  № 10.
- Закон України «Про виконання рішень та застосування практики Європейського Суду з прав людини» від 23 лютого 2006 р.  Офіційний вісник України.  2006.  № 12. .  URL: http:///www.zakon.rada.gov.ua
- Закон України № 1438-III від 10 лютого 2000 року «Про ратифікацію Договору між Україною і Сполученими Штатами Америки “Про взаємну правову допомогу по кримінальних справах».
- Закон України № 361-IX від 6 грудня 2019 року «Про запобігання та протидію легалізації (відмиванню) доходів, одержаних злочинним шляхом, фінансуванню тероризму та фінансуванню розповсюдження зброї масового знищення». Голос України від 28.12.2019. № 251. URL:  https://zakon.rada.gov.ua/laws/show/361-20/print
- Закон України від 21 серпня 2024 року № 3909-IX «Про ратифікацію Римського статуту Міжнародного кримінального суду та поправок до нього».  Офіційний вісник України від 18.09.2024 — 2024 р., № 80, стаття 4665, код акта 126605/2024. URL:  https://zakon.rada.gov.ua/laws/show/3909-20#Text
- Римський Статут  Міжнародного кримінального суду: чинне законодавство: Офіц. переклад. Київ: Алерта, 2024. 68 с.